# Anta do Monte Serôdio
Die Anta do Monte Serôdio (auch Monte Serôdio genannt) liegt westlich von Lousal bei Grândola im Distrikt Setúbal in der Estremadura in Portugal. 
Die Anta wurde während des Neolithikums oder des Chalkolithikums errichtet und ist noch nicht unter Schutz gestellt.
Das Megalithmonument besteht aus der Kammer und dem Gang. Die 3,0 × 3,3 m messende Kammer hat Trapezform und ist mit sieben Seitensteinen von durchschnittlich etwa 1,8 m Höhe errichtet. Sechs von ihnen befinden sich in situ, einer ist nach innen verstürzt. Der 1,2 m breite Gang ist mit etwa 2,1 m relativ kurz. Seine Seitensteine sind etwa 0,6 m hoch. Die ersten beiden sind so angeordnet, dass sie den Zugang zur Kammer einengen und im Gang ein kleines Atrium bilden. Es gibt keine Hinweise auf eine Abdeckung, aber in der Nähe liegen mehrere größere Steine, die möglicherweise Teil der Abdeckung waren. Bei der Untersuchung der Innenseiten wurden auf einem der Seitensteine 25 Schälchen entdeckt.
In der Nähe liegen die Megalithanlagen von Lousal.